# جابيتشي
جابيتشي (بالسيريلية Гапићи) هي قرية في البوسنة والهرسك. وهي تقع في بلدية كونييتش التابعة لكانتون الهرسك-نيريتفا في اتحاد البوسنة والهرسك. طبقا لنتائج تعداد البوسنة عام 2013 فقد كان عدد سكانها أقل أو يساوي 10 نسمة.
قبل الحرب البوسنية، كانت القرية بالكامل جزءا من بلدية كالينوفيك.

## التركيبة السكانية

### التطور التاريخي للسكان
| 1961 | 1971 | 1981 | 1991 | 2013 |
| ---- | ---- | ---- | ---- | ---- |
| 121  | 68   | 59   | 34   | ≤ 10 |

### توزيع السكان حسب الجنسية (1991)
في عام 1991 كان سكان القرية 34 نسمة وكلهم من المسلمين (البوشناق).

## وصلات خارجية
- Maplandia (بالإنجليزية)